# Ахмети, Шпенд
Шпенд Али Ахмети (род. 18 апреля 1978, Приштина, Автономный край Косово и Метохия, Югославия) — косовский политик, мэр Приштины с 26 декабря 2013 года; лидер Социал-демократической партии Косово (2018—2019), Партии нового духа (2010—2011); вице-лидер партии «Самоопределение» (2011—2018).
В 2013 году на выборах мэра Приштины проиграл в первом туре, получив 31,89 % голосов, в то время как его конкурент от Демократической лиги Косово получил поддержку 42,75 % избирателей. Однако во втором туре ситуация изменилась, и Шпенд Али Ахмети избрался с 51 %, после чего Иса Мустафа (кандидат от ДЛК) обвинил его в мошенничестве.